# Singara mantasoa
Singara mantasoa là một loài bướm đêm trong họ Noctuidae.